# Neoplàsia del sistema nerviós central
Una neoplàsia del sistema nerviós central (o tumor del SNC) és una neoplàsia (un creixement anormal de les cèl·lules dels teixits) o tumor del sistema nerviós central (del cervell o de la medul·la espinal). Un tumor del SNC és un terme genèric que inclou més de 120 tipus de tumors diferents. Els símptomes més comuns dels tumors del SNC inclouen vòmits, mal de cap, trastorns de la visió, nàusees i convulsions. Es pot detectar i classificar un tumor del SNC mitjançant exploracions neurològiques, imatges mèdiques, com ara la ressonància magnètica (RM) o la tomografia computada (TC), o després de l'anàlisi d'una biòpsia.